# Guy Pearse
Guy Pearse est un auteur australien et ancien chercheur au Global Change Institute de l'université du Queensland. 

## Biographie
Guy Pearse travaille pour divers politiciens libéraux, en tant que lobbyiste pour de nombreuses industries et en tant que consultant auprès de l'Australian Greenhouse Office. Il a été rédacteur de discours pour le Ministre de l'environnement du premier ministre australien John Howard, Robert Hill (en). Pendant ses études à la Harvard Kennedy School de l'université de Harvard au milieu des années 1990, il travaille dans l'équipe du vice-président américain de l'époque, Al Gore.
La recherche doctorale de Guy Pearse à l'université nationale australienne s'est concentrée sur l'influence du lobby de l'industrie des énergies fossiles sur le gouvernement Howard. Cette thèse est devenue la base de l'épisode "Greenhouse Mafia (en)" de ABC's Four Corners en février 2006.

## Publications notables
Son premier livre intitulé High & Dry: John Howard, le changement climatique et la vente de l'avenir de l'Australie est publié en 2007. En 2009, Pearse publie une critique de la réponse du gouvernement Rudd au changement climatique dans Quarterly Essay (en) 33: Quarry Vision: Coal, Climate Change and the End of the Resources Boom. En 2012, il publie Greenwash: Big Brands and Carbon Scams - une analyse de la réalité de la révolution respectueuse du climat annoncée par les grandes multinationales.

## Lectures complémentaires
- Guy Pearse, Quarterly Essay 33 Quarry Vision Coal, Climate Change and the End of the Resources Boom, Black Inc, 2009
- Guy Pearse, High & Dry: John Howard, Climate Change and the Selling of Australia's Future, Penguin (Australia), 2007 (ISBN 978-0-670-07063-3)